# Ned Rorem
Ned Rorem (ur. 23 października 1923 w Richmond w stanie Indiana, zm. 18 listopada 2022 w Nowym Jorku) – amerykański kompozytor.

## Życiorys
W dzieciństwie uczył się gry na fortepianie u Margaret Bonds, następnie od 1938 roku był uczniem Leo Sowerby’ego w American Conservatory w Chicago. Studiował na wydziale muzycznym Northwestern University (1940–1942), w Curtis Institute of Music w Filadelfii (1942–1943), na letnich kursach w Tanglewood u Aarona Coplanda (1946–1947) oraz w Juilliard School of Music w Nowym Jorku u Bernarda Wagenaara (1948). W 1944 roku pobierał prywatnie lekcje orkiestracji u Virgila Thomsona, pracował też jako jego sekretarz. Od 1949 do 1951 roku przebywał w Maroku, następnie w latach 1951–1952 uczył się u Arthura Honeggera w École Normale de Musique w Paryżu. Otrzymał stypendium Fulbrighta (1951) oraz stypendium Fundacji Pamięci Johna Simona Guggenheima (1957). W 1958 roku wrócił do Stanów Zjednoczonych.
W latach 1959–1960 był kompozytorem-rezydentem Uniwersytetu w Buffalo. Od 1965 do 1967 roku wykładał na University of Utah. Od 1980 do 1986 roku wykładowca Curtis Institute of Music. Otrzymał nagrodę National Institute of Arts and Letters (1968), Nagrodę Pulitzera w dziedzinie muzyki za utwór Air Music (1976) oraz Nagrodę Grammy (1989). Doktor honoris causa Northwestern University (1977).

## Twórczość
Twórczość Rorema należy do zachowawczego nurtu w muzyce amerykańskiej. Kompozytor posługiwał się tonalnym materiałem dźwiękowym, sięgając jednak niekiedy po bardziej współczesne techniki takie jako politonalność czy zmodyfikowana technika dodekafoniczna. Ważną część jego twórczości zajmują formy wokalne, skomponował ponad 400 pieśni, cechujących się prostotą, bez sentymentalizmu i patosu. Virgil Thomson porównał postawę twórczą Rorema do tej reprezentowanej przez Francisa Poulenca.
Wydał swoje dzienniki z lat 1951–1956 pt. The Paris Diary of Ned Rorem (1966), był też autorem książek Critical Affairs, A Composer’s Journal (1970), Setting the Tone (1983) i Wings of Friendship (2005).

## Ważniejsze kompozycje
(na podstawie materiałów źródłowych)

### Utwory orkiestrowe
- 3 symfonie (I 1950, II 1956, III 1958)
- Overture for G.I.’s (1944)
- Overture (1949)
- Design (1953)
- Eagles (1958)
- Pilgrims na orkiestrę smyczkową (1958)
- Ideas (1961)
- Lions (1963)
- Air Music (1974)
- Assembly and Fall (1975)
- Sunday Morning (1977)
- Symfonia na orkiestrę smyczkową (1985)
- Frolic (1986)
- Fantasy and Polka (1988)
- A Quaker Reader (1988)
- Triptych na orkiestrę kameralną (1992)
- 4 koncert fortepianowe (I 1948, II 1950, III 1969, IV na lewą rękę 1991)
- Koncert skrzypcowy (1985)
- Koncert organowy (1985)
- Koncert na rożek angielski (1993)
- Koncert podwójny na skrzypce i wiolonczelę (1998)
- Water Music na klarnet, skrzypce i orkiestrę (1966)
- Remembering Tommy na wiolonczelę, fortepian i orkiestrę (1979)

### Utwory kameralne
- 4 kwartety smyczkowe (I 1947, II 1950, III 1991, IV 1995)
- Concertino da camera na klawesyn i 7 instrumentów (1947)
- Mountain Song na flet i fortepian (1949)
- 3 Slow Pieces na wiolonczelę i fortepian (1950, 1959, 1970)
- Trio na flet, wiolonczelę i fortepian (1960)
- Lovers na obój, wiolonczelę, perkusję i klawesyn (1964)
- Day Music na skrzypce i fortepian (1971)
- Night Music na skrzypce i fortepian (1972)
- Solemn Prelude na instrumenty dęte (1973)
- Book of Hours na flet i harfę (1975)
- Sky Music na harfę (1976)
- Romeo and Juliet na flet i gitarę (1977)
- After Reading Shakespeare na harfę (1980)
- Suita na gitarę (1980)
- Winter Pages na klarnet, fagot, skrzypce, wiolonczelę i fortepian (1981)
- Dances na wiolonczelę i fortepian (1983)
- Picnic on the Marne na saksofon altowy i fortepian (1984)
- The End of Summer, Remembrance of Things Past na klarnet, skrzypce i fortepian (1985)
- Scenes from Childhood na obój, róg, fortepian i kwartet smyczkowy (1985)
- Trio na klarnet, fagot i fortepian (1985)
- Bright Music na flet, 2 skrzypiec, wiolonczelę i fortepian (1987)
- Diversions na kwintet dęty blaszany (1989)
- Spring Music na trio fortepianowe (1990)
- An Oboe Book na obój i fortepian (1999)

### Utwory fortepianowe
- Sonata na fortepian na 4 ręce (1943)
- 3 sonaty fortepianowe (1948, 1949, 1954)
- Quiet Afternoon (1948)
- Toccata (1948)
- Barcarolles (1949)
- Suita na 2 fortepiany (1949)
- Sicilienne na 2 fortepiany (1950)
- Burlesque (1955)
- Slow Waltz (1958)
- 8 Etudes (1975)
- Song and Dance (1986)
- For Shirley na fortepian na 4 ręce (1989)

### Utwory organowe
- Fantasy and Toccata (1946)
- Pastorale (1950)
- A Quaker Reader (1976)
- Views from the Oldest House (1981)
- Organ Books I–III (1989)

### Utwory wokalno-instrumentalne
- The 70th Psalm na chór i zespół dęty (1943)
- The Long Home na chór i orkiestrę (1946)
- Mourning Scene from Samuel na głos i kwartet smyczkowy (1947)
- A Sermon on Miracles na głos, chór i smyczki (1947)
- 6 Irish Poems na głos i orkiestrę (1950)
- The Poet’s Requiem na sopran, chór i orkiestrę (1955)
- Miracles of Christmas na chór i organy lub orkiestrę (1959)
- King Midas na głosy i orkiestrę (1961)
- 2 Psalms and a Proverb na chór i 5 instrumentów smyczkowych (1962)
- Lift Up Your Heads (The Ascension) na chór, zespół dęty i kotły (1963)
- Laudemus Tempus Actum na chór i orkiestrę lub fortepian (1964)
- Letters from Paris na chór i małą orkiestrę (1966)
- Prosper for the Votive Mass of the Holy Spirit na chór i organy (1966)
- Sun na sopran i orkiestrę (1966)
- Praises for the Nativity na 4 solistów, chór i organy (1970)
- Ariel na sopran, klarnet i fortepian (1971)
- Little Prayers na sopran, baryton, chór i orkiestrę (1973)
- Missa Brevis na 4 solistów i chór (1973)
- Serenade on 5 English Poems na głos, skrzypce, altówkę i fortepian (1975)
- The Santa Fe Songs na głos średni, skrzypce, altówkę, wiolonczelę i fortepian (1980)
- After Long Silence na głos, obój i orkiestrę smyczkową (1982)
- A Whitman Cantata na chór męski, 12 instrumentów dętych i kotły (1983)
- An American Oratorio na tenora, chór i orkiestrę (1984)
- Pilgrim Strangers na 6 głosów męskich (1984)
- Homer na chór i 8 instrumentów (1986)
- The Death of Moses na chór i organy (1987)
- The Schuyler Songs na chór i orkiestrę (1987)
- Te Deum na chór, 2 trąbki, 2 puzony i organy (1987)
- Goodbye My Fancy na alt, baryton, chór i orkiestrę (1988)
- The Auden Poems na głos, skrzypce, wiolonczelę i fortepian (1989)
- Swords and Plowshares na 4 solistów i orkiestrę (1990)
- Songs of Sadness na głos, gitarę, wiolonczelę i klarnet (1994)
- Present Laughter na chór, 4 instrumenty dęte i fortepian (1995)
- Evidence of Things Not Seen na 4 głosy i fortepian (1996)

### Opery
- Cain and Abel (1946)
- A Childhood Miracle (1952, wyst. Nowy Jork 1955)
- The Robbers (1956, wyst. Nowy Jork 1958)
- Miss Julie (1965, wyst. Nowy Jork 1965; wersja zrewid. 1978, wyst. Nowy Jork 1979)
- 3 Sisters Who Are Not Sisters (1968, wyst. Filadelfia 1971)
- Bertha (1968, wyst. Nowy Jork 1973)
- cykl 5 krótkich oper Fables (1970, wyst. Martin 1971)
- Hearing (1976, wyst. Nowy Jork 1977)

### Balety
- Lost in Fear (1945)
- Death of the Black Knight (1948)
- Ballet for Jerry (1951)
- Melos (1951)
- Dorian Gray (1952)
- Early Voyagers (1959)
- Excursions (1965)